# Scirpus hainanensis
Scirpus hainanensis là loài thực vật có hoa trong họ Cói. Loài này được S.M.Huang miêu tả khoa học đầu tiên năm 1977.